# Pitușkiv, Mlîniv
Pitușkiv (în ucraineană Пітушків) este localitatea de reședință a comunei Pitușkiv din raionul Mlîniv, regiunea Rivne, Ucraina.

## Demografie
Componența lingvistică a localității Pitușkiv
     Ucraineană (99,44%)
     Alte limbi (0,38%)
Conform recensământului din 2001, majoritatea populației localității Pitușkiv era vorbitoare de ucraineană (99,44%), existând în minoritate și vorbitori de alte limbi.